# Fletschhorn
Fletschhorn – szczyt w Alpach Pennińskich, części Alp Zachodnich. Leży Szwajcarii w kantonie Valais, niedaleko granicy z Włochami. Należy do masywu Weissmies. Leży na północ od Weissmies i Lagginhorn. Szczyt można zdobyć ze schronisk Weissmieshütte (2726 m) i Laggin Biwak (2425 m).
Pierwszego odnotowanego wejścia dokonali J. D. James i Ambros Supersaxo w lipcu 1889 r.